# Triomphe (film, 1924)
Pour les articles homonymes, voir Triomphe.
Pour plus de détails, voir Fiche technique et Distribution.
Triomphe (Triumph) est un film américain réalisé par Cecil B. DeMille, sorti en 1924.

## Fiche technique
- Titre original : Triumph
- Titre français : Triomphe
- Réalisation : Cecil B. DeMille
- Scénario : Jeanie Macpherson d'après le roman de May Edginton (en)
- Photographie : Bert Glennon
- Montage : Anne Bauchens
- Pays d'origine : États-Unis
- Format : Noir et blanc - 1,33:1 - Film muet
- Genre : drame
- Durée : 80 minutes
- Date de sortie : 1924

## Distribution
- Leatrice Joy : Ann Land
- Rod La Rocque : King Garnet
- Victor Varconi : William Silver
- Charles Ogle : James Martin
- Theodore Kosloff : Varinoff
- Robert Edeson : Smauel Overton
- Julia Faye : Comtesse Rika
- George Fawcett : David Garnet
- Spottiswoode Aitken : Torrini
- Zasu Pitts : une ouvrière
- Raymond Hatton : un clochard
- Alma Bennett : une demoiselle d'honneur
- Jimmie Adams : un peintre